# Cimetière de Levallois-Perret
Le cimetière de Levallois-Perret est un cimetière communal se trouvant rue Baudin à Levallois-Perret dans les Hauts-de-Seine, aux portes ouest de Paris. Il comprend environ 27 000 tombes. Ce cimetière est le sujet de la chanson de Michèle Bernard, Au cimetière de Levallois, qui fait mémoire de Louise Michel, enterrée ici.

## Histoire et description

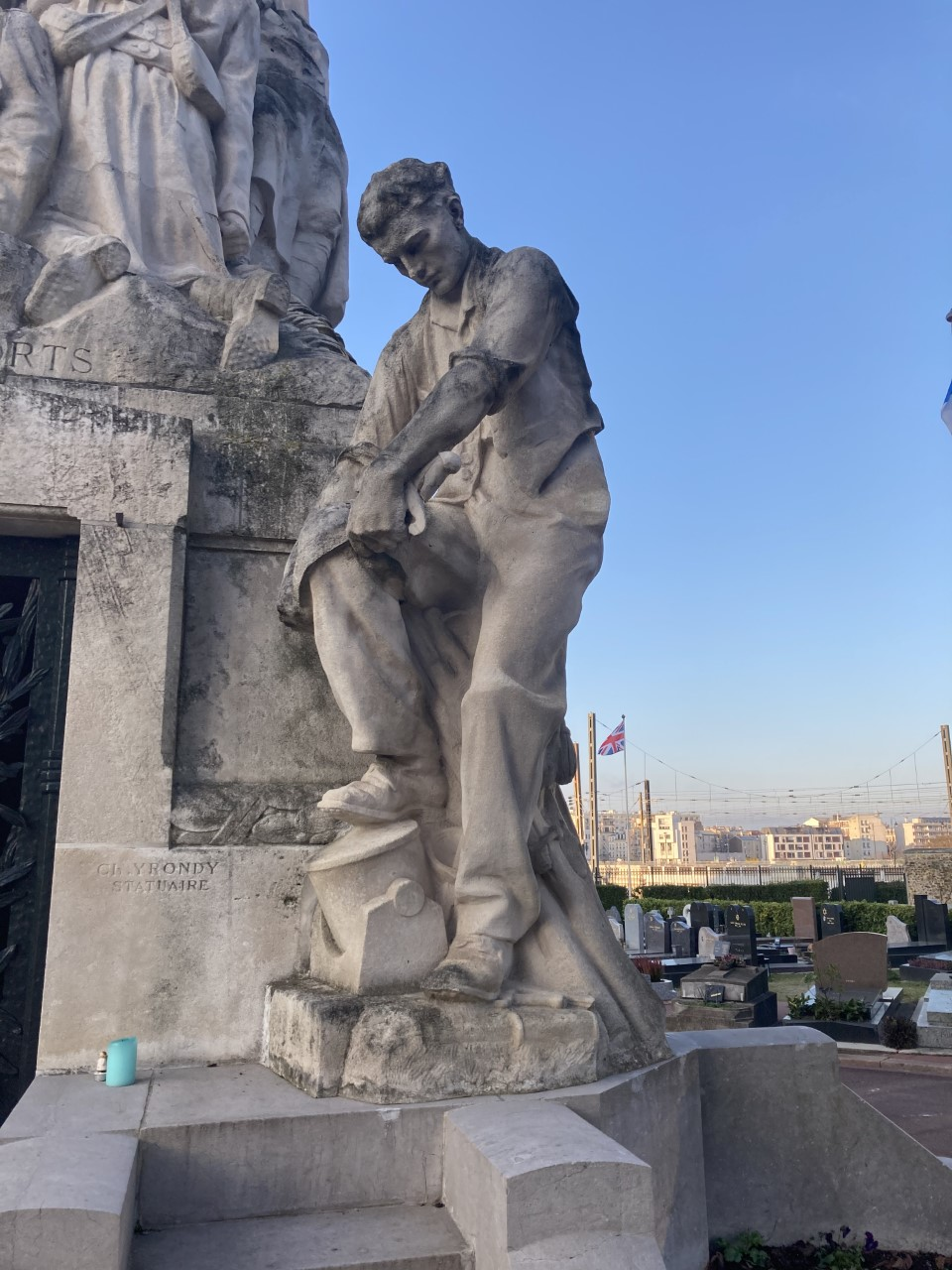
L'ouvrier brisant un sabre.

Le cimetière de Levallois-Perret a été ouvert en 1868 par Nicolas Levallois (1816-1879), fondateur de la commune un an plus tôt, et qui y est enterré. Il comprend quarante-trois divisions pour une étendue de 74 660 mètres carrés. Il a été agrandi en 1884 et 1910. Son portail actuel a été construit vers 1935, ainsi que les bureaux du conservateur. Son monument aux morts datant de 1923 (œuvre de l'architecte Henri Bertin et du sculpteur Yroudy) a déclenché une polémique à l'époque, car un ouvrier y est représenté brisant un sabre. Levallois-Perret était alors une banlieue ouvrière. Un carré militaire britannique se trouve à la division 25 ; il abrite 29 sépultures de la Première Guerre mondiale entretenues par la CWGC. Le cimetière est célèbre pour abriter les tombes de Louise Michel, de Gustave Eiffel et de Maurice Ravel.

## Personnalités inhumées
- André Aubert (1923-2010) artiste et imitateur, connu pour son imitation de Fernandel en "Don Patillo" dans les publicités de la marque Panzani
- Roland Bacri (1926-2014), humoriste
- Maurice Berger (1866-1930), chimiste, créateur des Lampes Berger
- Eugène Bigot (1888-1965), chef d'orchestre
- Paul Chocarne-Moreau (1855-1930), peintre
- France Dhélia (1894-1964), actrice du muet
- Gustave Eiffel (1832-1923), ingénieur
- Théophile Ferré (1846-1871), communard, ami de Louise Michel
- André Giraud (1925-1997), ministre de la Ve République
- Guy Grosso (pseudonyme de Guy Sarrazin) (1933-2001), acteur
- Maryse Hilsz (1903-1946), pionnière de l'aviation
- Philippe Josse, dit Barberousse (1920-2010), dessinateur
- Michel Le Royer (1932-2022), acteur
- Henri Leproux (1928-2014), créateur du club Golf Drouot
- Nicolas Levallois (1816-1879), ancien menuisier, fondateur de Levallois-Perret
- Louise Michel (1830-1905), figure du socialisme révolutionnaire
- Patric Ranson (1957-1992), prêtre orthodoxe français
- Maurice Ravel (1875-1937), compositeur
- Olivier Rey (1955-2012), journaliste sportif
- Germaine Soleil (1913-1996), dite Madame Soleil, voyante
- Léon Zitrone (1914-1995), journaliste de télévision
- Jean Musy (1947-2024), musicien, compositeur, arrangeur

## Illustrations

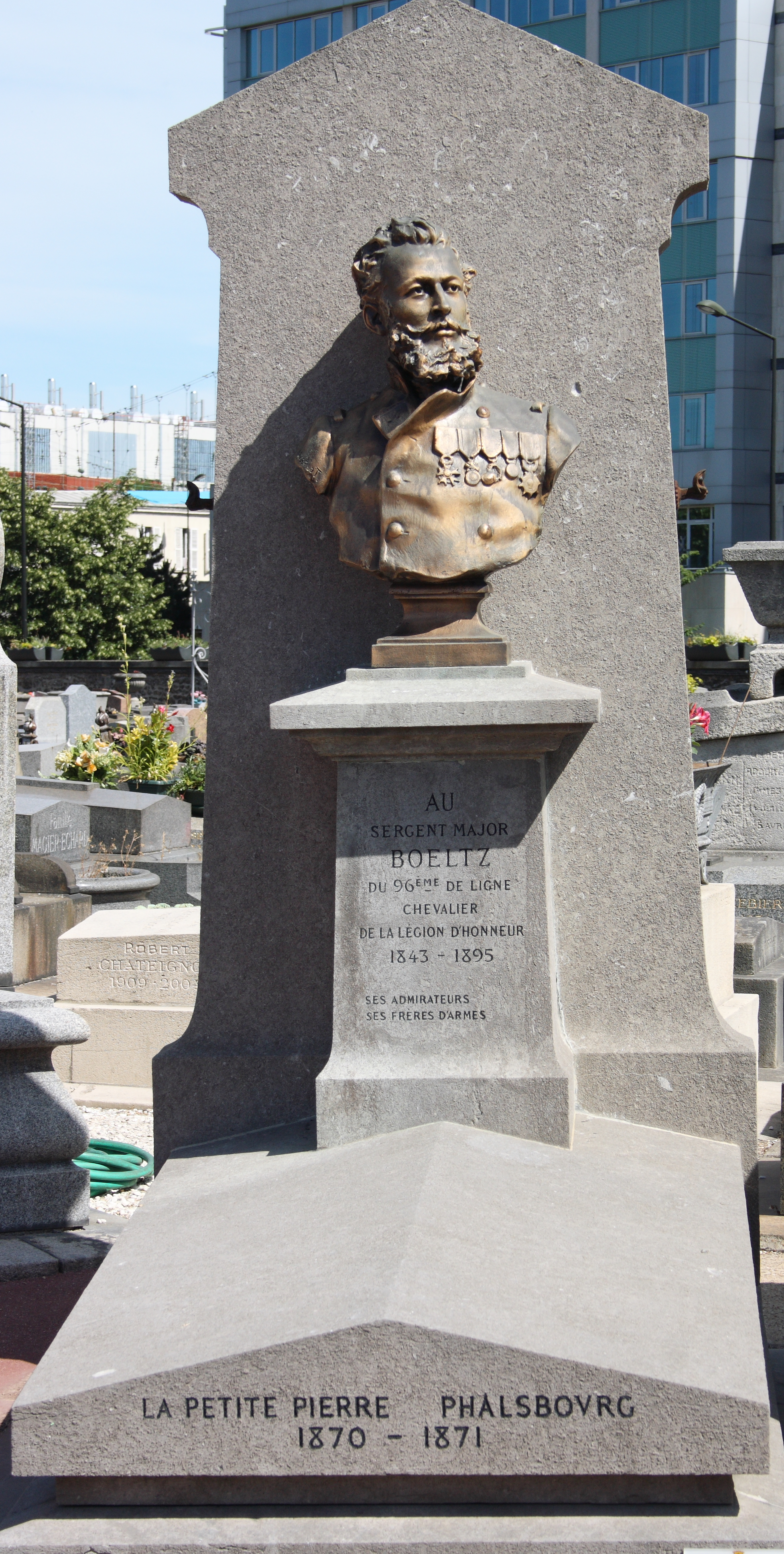
Tombe du sergent-major Boeltz (1843-1895) héros du siège de Phalsbourg (buste par Anatole Marquet de Vasselot).
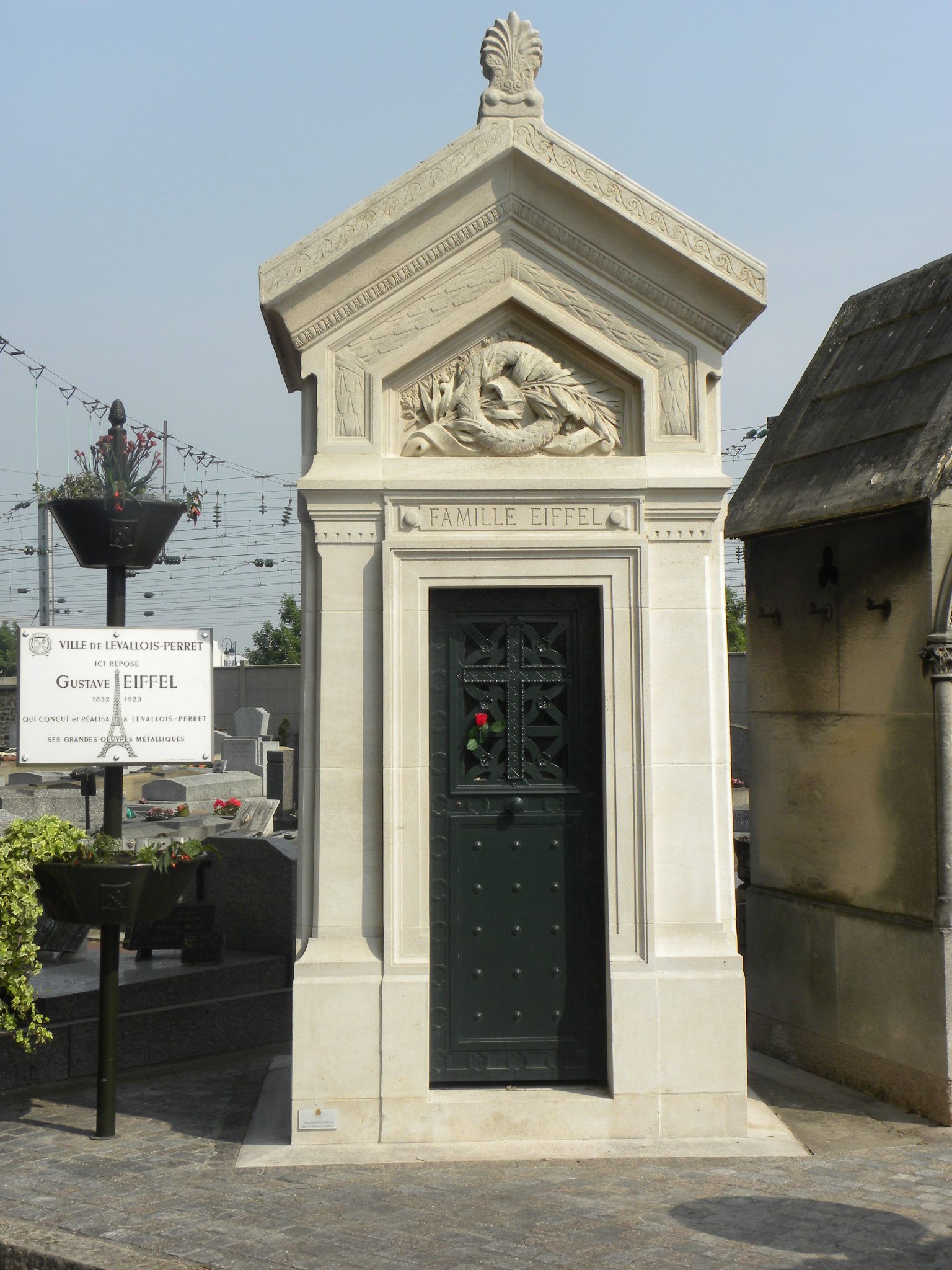
Sépulture de Gustave Eiffel et de sa famille.
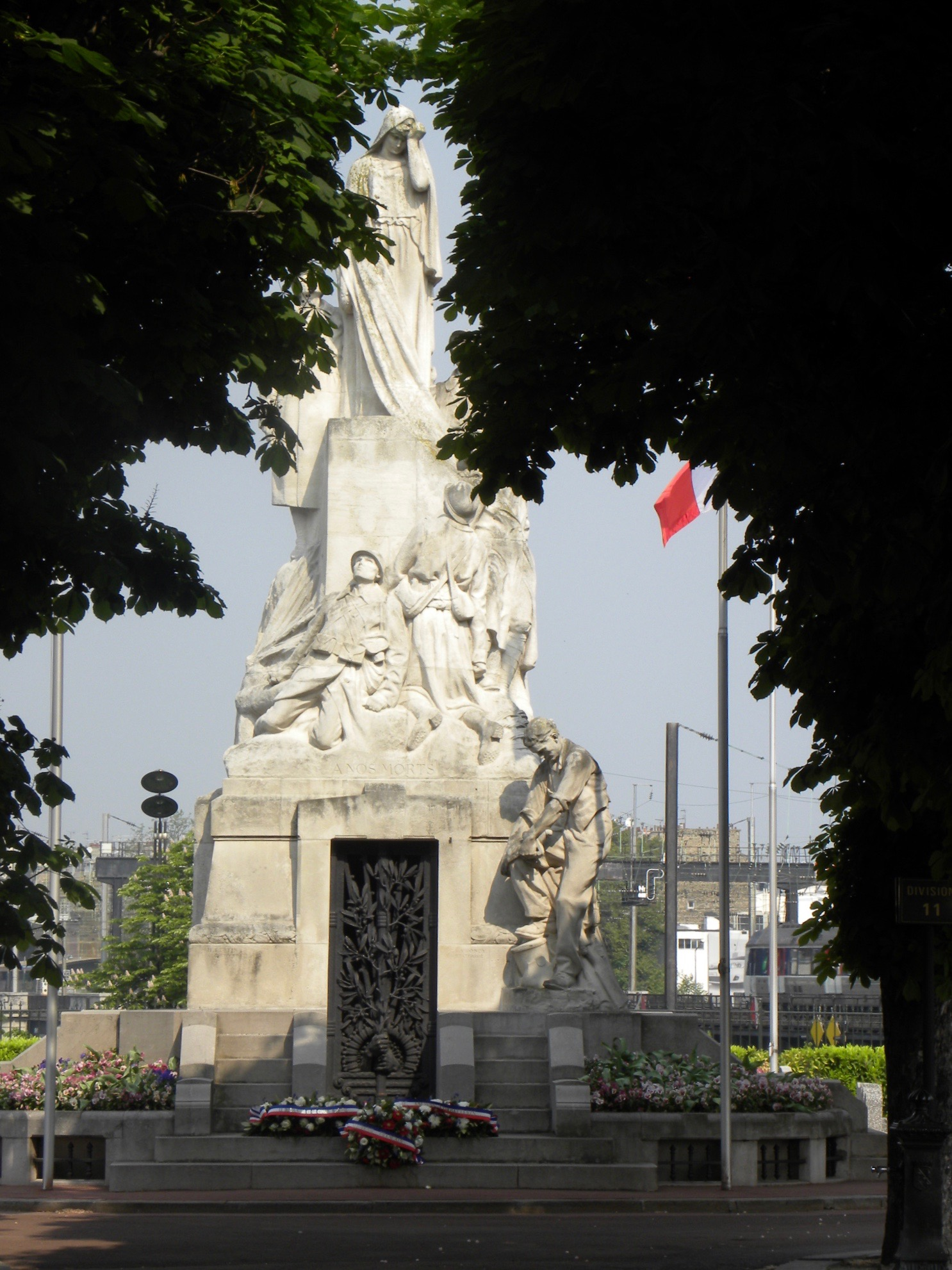
Monument aux morts.
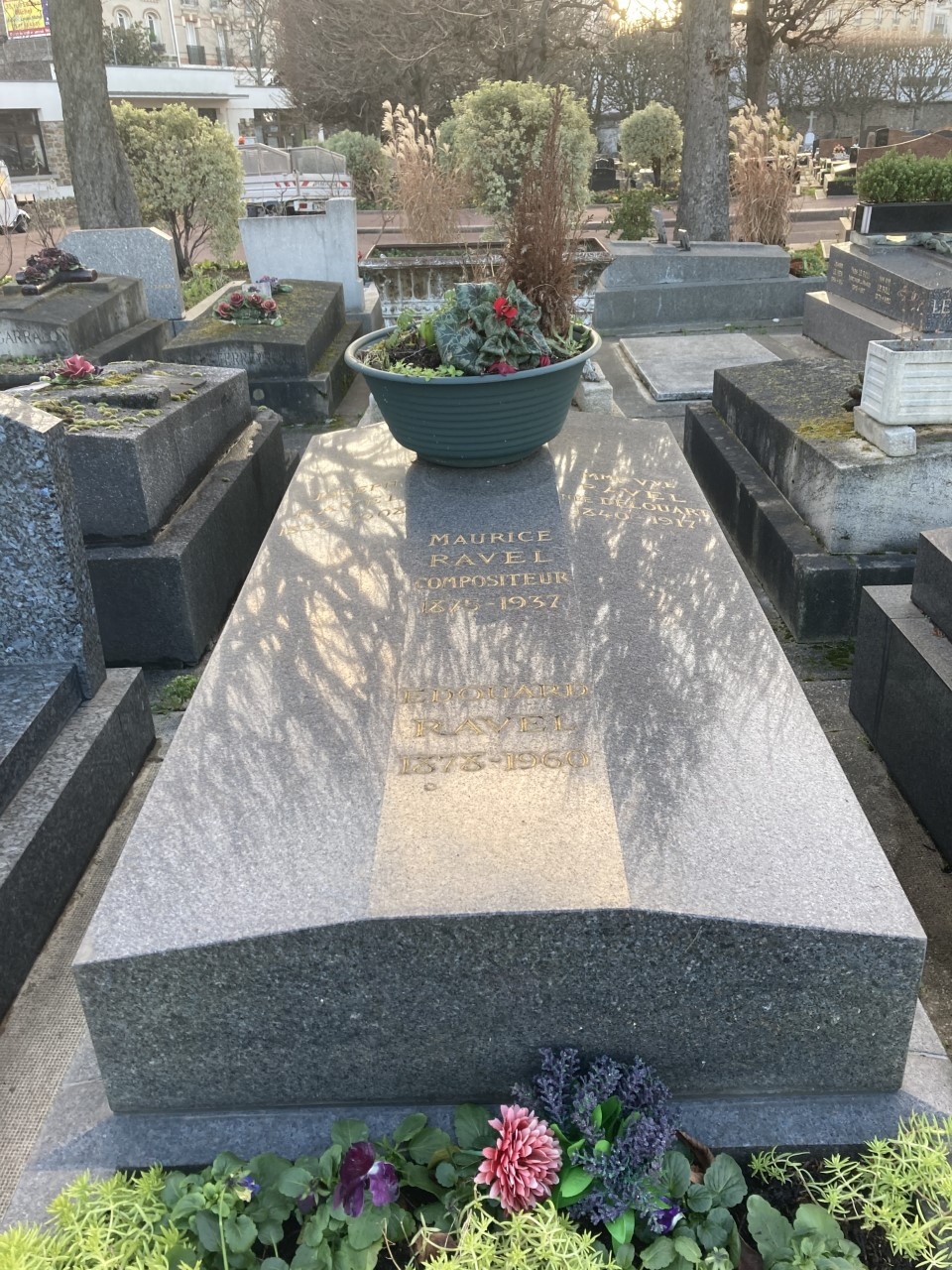
Tombe de Ravel.
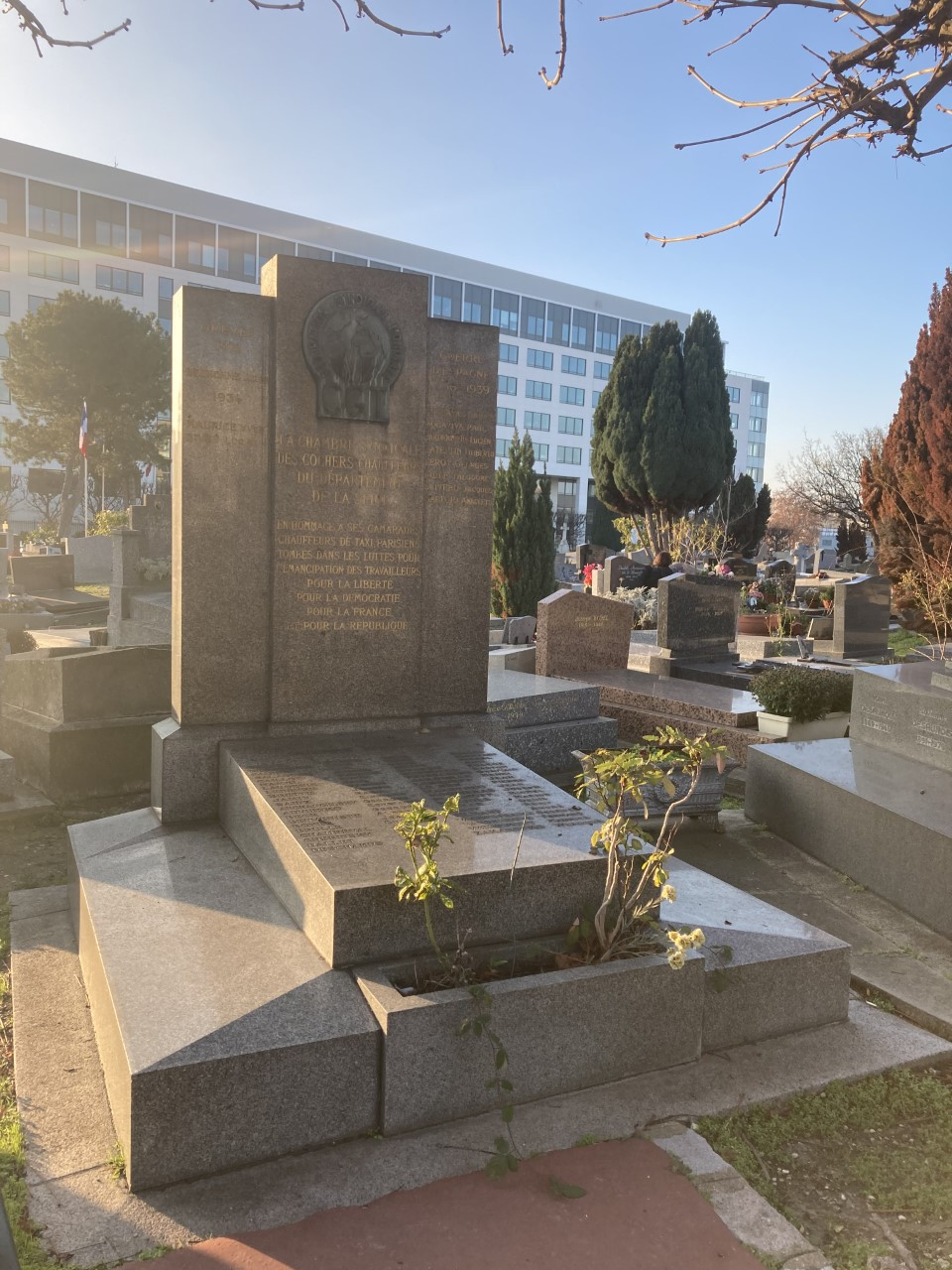
Monument aux chauffeurs de taxi de la région parisienne morts pour la France, érigé en 1948.